# Бухвалов, Валерий Алексеевич
Валерий Алексеевич Бухвалов (латыш.  Valērijs Buhvalovs), родился в г. Резекне Латвийской ССР 9 июля 1957 года — латвийский педагог и политик. Депутат 9-го Сейма от ЗаПЧЕЛ.

## Биография
Родился в 1957 году в городе Резекне (Латвия). С 16 лет знал, что хочет стать педагогом, поэтому после окончания резекненской 2-й средней школы поступил в Даугавпилсский педагогический институт. Окончил институт в 1988 году с отличием. Работал в 1–й Елгавской средней школе и занимался вопросами создания новой русской школы в Латвии. Вскоре Валерию Алексеевичу была присвоена категория учителя биологии, и с 1988—1996 он преподавал в Елгавской 3 средней школы, заместитель директора по научно-методической работе.
В 1993 с отличием окончил аспирантуру Ленинградского государственного педагогического института им. Герцена. Доктор педагогических наук, доцент. Учёная степень присвоена по совокупности научных публикаций по теме «Система работы учителя по развитию творческих способностей учащихся». Лауреат педагогических премий им. А. Кронвальда и им. А. Сейле (дважды).
C 1995 — учитель биологии колледжа «Эврика», вице-директор по педагогическому процессу. В 1998—2004 — преподаватель биологии в педагогическом центре «Эксперимент».
В 1999 году совместно с доктором педнаук Я. Плинером разработал концепцию развития русской школы. Она получила название Латвийской школы евроэтнокультурного развития. Заняла 1–е место на республиканском конкурсе концепций развития русских школ, который проводил Союз граждан и неграждан. 
С 2022 года — учитель биологии Рижской средний школы №51.

### Политическая и общественная деятельность
1998—2006 — помощник депутата Сейма Я. Плинера. В 2005—2006 был избран депутатом думы г. Елгавы. с 2006 года — 9-го Сейма.
С 2003 года является вице-директором Елгавского общества русской культуры «Вече» по планированию работы. 2008 — совместно с Я. Плинером организует составление и распространение видеосборника «День Победы — наш праздник».

## Книги и брошюры
Автор и соавтор 95 учебных и методических пособий для учащихся, педагогов и родителей. В том числе:
- 1992 — Аналитическая экология: Учебное пособие для основной и средней школы
- 1992 — Биология: исследования и проблемы: пособие для учащихся
- 1993 — Алгоритмы педагогического творчества (М.: Просвещение)
- 1993 — Изобретаем черепаху. Пособие для будущих биологов-конструкторов (в соавторстве с Мурашковским Ю. С.)
- 1994 — Биологические задачи и проблемы: Задачи для учащихся общеобразовательной школы
- 1994 — Методики и технологии образования
- 1995 — Практикум по биологии человека, эволюции и экологии: Для учащихся 9 кл.
- 1995 — Технология работы учителя мастера (Р.: Эксперимент)
- 1996 — Экознание. Практическое пособие для учителей и учащихся начальной школы (Р.: Эксперимент)
- 1997 — Воспитание личности в коллективе (в соавторстве с Я. Плинером)
- 1998 — Из истории естествознания (в соавторстве с Н. Грислисом)
- 1998 — Практикум по биологии для учащихся 6-9-х классов. — Рига: Мацибу грамата,
- 1999 — Латвийская школа евроэтнокультурного развития (в соавторстве с Я. Плинером) ISBN 9984-16-027-0
- 2000 — Проблемы и перспективы интеграции учащихся школ национальных меньшинств в латвийское общество (в соавторстве с Я. Плинером) ISBN 9984-16-041-6
- 2001 — Педагогическая экспертиза школы: Пособие для методистов, завучей и директоров школ (в соавторстве с Я. Плинером; позднее издано и по-латышски)
- 2001 — Общая методика развивающего обучения (Р.: Эксперимент)
- 2002 — Skolas izglītojošā vide (в соавторстве с Я. Плинером)
- 2003 — Основы творчества в профессиональной карьере (Р.: Эксперимент)
- 2004 — Антипедагогика реформы русских школ в Латвии (в соавторстве с Я. Плинером)
- 2005 — Политическая псевдореформа русских школ — плачевные перспективы (в соавторстве с Я. Плинером)
- 2006 — Качество образования в условиях реформы русских школ Латвии (в соавторстве с Я. Плинером)
- 2007 — Культурные аспекты повышения качества школьного образования (в соавторстве с Я. Плинером)
- 2008 — Реформа школ нацменьшинств в Латвии: анализ, оценка, перспективы (в соавторстве с Я. Плинером])
- 2008 — Интеграция общества и культурная автономия
- 2010 — Педагогические идеи на этнократических руинах (в соавторстве с Я. Плинером)
- 2012 — Демократические сказки и социалистическая перспектива
- 2012 — Проект «Социалистическая перспектива»